# 雨宮敬子
雨宮 敬子（あめのみや けいこ、1931年2月3日 - 2019年7月31日）は、日本の彫刻家。位階は従四位。勲等は旭日中綬章。日本芸術院会員、文化功労者。

## 概要
彫刻家雨宮治郎の娘として東京に生まれる。弟は雨宮淳。日本大学芸術学部卒業。1956年日展初入選、1982年長野市野外彫刻賞、1983年中原悌二郎賞優秀賞、1985年日展内閣総理大臣賞受賞、1994年日本芸術院会員。2017年4月、旭日中綬章受章。2017年11月、文化功労者。
主に女性のヌード座像を制作している。『雨宮敬子作品集』（講談社 2005）がある。
2019年7月31日、心不全のため、東京都世田谷区内の病院にて88歳で死去。死没日をもって従四位に叙される